# Přeštěnice
Přeštěnice är en ort i Tjeckien.   Den ligger i regionen Södra Böhmen, i den centrala delen av landet, 70 km söder om huvudstaden Prag. Přeštěnice ligger 572 meter över havet och antalet invånare är 296.
Terrängen runt Přeštěnice är huvudsakligen platt, men norrut är den kuperad. Runt Přeštěnice är det ganska glesbefolkat, med 38 invånare per kvadratkilometer. Närmaste större samhälle är Tábor, 18,6 km öster om Přeštěnice. Omgivningarna runt Přeštěnice är en mosaik av jordbruksmark och naturlig växtlighet.